# 西奈山伊坎医学院

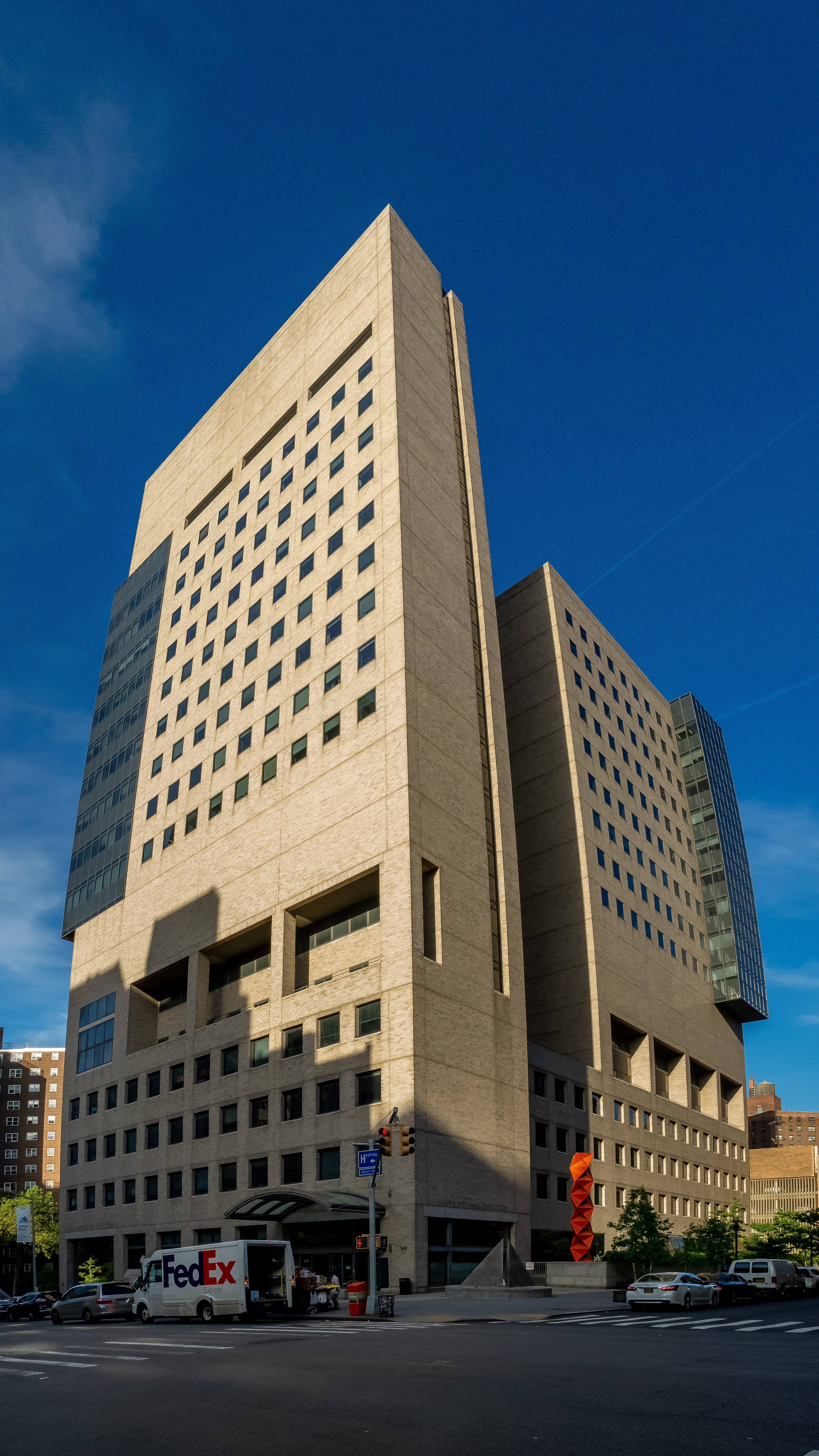
医学院由贝聿铭设计的校舍

西奈山伊坎医学院（Icahn School of Medicine at Mount Sinai）是纽约市的一所私立頂尖研究型医学院，是1963年由西奈山医院建立起来的。该院建立之时附属于紐約市立大學；1999年改为附属于纽约大学，并计划与纽约大学医学院合并，但合并计划最终被放弃；2007年，西奈山从纽约大学独立出来，2010年获得认证，得以独立颁发学位。
该院在《美国新闻与世界报道》的研究型医学院中排名11，老年医学排名第1。